# المعسكر 17 (فلم)
المعسكر 17 (بالإنجليزية: Stalag 17) هو فيلم حرب تم إنتاجه في الولايات المتحدة وصدر في سنة 1953.

## بطولة
- ويليام هولدن
- أوتو بريمنغر

### ترشيحات وجوائز
| السنة | الحدث | الفئة            | النتيجة  |
| ----- | ----- | ---------------- | -------- |
|       |       | أوسكار أحسن ممثل | فـــــوز |

## الميزانية والإيرادات
بلغت تكلفة إنتاج الفيلم حوالي 1,661,530 دولار بينما حقق أرباحا تقدر بـ 10,000,000 دولار.

## وصلات خارجية
- مقالات تستعمل روابط فنية بلا صلة مع ويكي بيانات